# 动物园假说
動物園假說（英語：zoo hypothesis）推測了技術先進的外星生命的假定行為和存在，以及它們避免接觸地球的原因。這是費米悖論的眾多理論解釋之一。該假設指出，外星生命有意避免與地球交流，以促進自然進化和社會文化發展，並避免行星際污染，類似於人們在動物園觀察動物。該假說試圖解釋外星生命明顯不存在的原因，儘管其普遍接受的合理性以及對其存在的合理預期。前麻省理工學院海斯塔克天文台科學家約翰·艾倫·鮑爾（John Allen Ball）提出的動物園假說的一個變體是實驗室假說（英語：laboratory hypothesis），即人類正在接受實驗，而地球是一個巨大的實驗室。
例如，一旦人類通過某些技術、政治或道德標準，外星人可能會選擇允許接觸。他們可能會拒絕接觸，直到人類強迫他們接觸，可能是透過向他們居住的行星發送航天器。或者，不願開始接觸可能反映了將風險降至最低的明智願望。一個擁有先進遙感技術的外星社會可能會得出結論，與鄰居的直接接觸會給自己帶來額外的風險，而不會帶來額外的好處。在相關的實驗室假設中，動物園假設被擴展為“動物園管理員”讓人類接受實驗，鮑爾將這一假設描述為“病態的”和“怪誕的”，忽略了此類實驗可能是利他主義的可能性，即旨在加快文明的步伐，以克服智能生命自我毀滅的趨勢，直到一個物種足夠發達以建立聯繫，如動物園假設。

## 相關作品
- 2001太空漫遊 (電影)
- 星艦奇航記
- ARIEL（科幻小說）
- 拜托了老师
- zeiram
- 星海遊俠系列